# Ian McDiarmid
Ian McDiarmid (ur. 11 sierpnia 1944 w Carnoustie) – szkocki aktor filmowy i teatralny. Znany jest głównie z roli Palpatine’a w serii Gwiezdne wojny.
Studiował na Uniwersytecie w St Andrews i na Królewskiej Akademii w Glasgow.
Użyczył głosu w grze Angry Birds Star Wars 2, która miała premierę 19 września 2013.

## Filmografia
- 1980: Pogromca smoków (Dragonslayer) jako brat Jacopus
- 1980: Gwiezdne wojny: część V – Imperium kontratakuje (Star Wars: Episode V: The Empire Strikes Back) (wersja DVD) jako Palpatine
- 1983: Gwiezdne wojny: część VI – Powrót Jedi (Star Wars: Episode VI: Return of the Jedi) jako Palpatine
- 1988: Parszywe dranie (Dirty Rotten Scoundrels) jako Arthur
- 1995: Czas przemian (Restoration) jako Ambrose
- 1999: Jeździec bez głowy (Sleepy Hollow) jako Doktor Lancaster
- 1999: Gwiezdne wojny: część I – Mroczne widmo (Star Wars: Episode I: The Phantom Menace) jako Palpatine
- 2002: Gwiezdne wojny: część II – Atak klonów (Star Wars: Episode II: Attack of the Clones) jako Palpatine
- 2005: Gwiezdne wojny: część III – Zemsta Sithów (Star Wars: Episode III: Revenge of the Sith) jako Palpatine
- 2016: Zaginione miasto Z (The Lost City of Z) jako sir George Goldi
- 2019: Gwiezdne wojny: Skywalker. Odrodzenie (Star Wars: Episode IX: The Rise of Skywalker) jako Palpatine
- 2022: Obi-Wan Kenobi jako Palpatine[1]